# 羅倫佐·科恩
洛倫佐·科恩（英語：Lorenzo Cohen）是德克薩斯大學安德森癌症中心普通腫瘤學與行為科學系教授及整合醫學計畫主任，同時也擔任復旦大學附屬腫瘤醫院特聘臨床教授。
他主要研究生活方式如何影響癌症結果，並透過整合醫學（如冥想、瑜伽、太極、針灸等）來減輕癌症治療的負面影響，提高生活品質和臨床結果。

## 外部連結
- 德克薩斯大學安德森癌症中心職員簡介 （页面存档备份，存于）